# Murgași (gmina)
Murgași – gmina w Rumunii, w okręgu Dolj. Obejmuje miejscowości Balota de Jos, Balota de Sus, Bușteni, Gaia, Murgași, Picăturile, Rupturile i Velești. W 2011 roku liczyła 2508 mieszkańców.